# Albanien 1 Euro
Albanien 1 Euro var ett initiativ av Regeringen Berisha för att attrahera utländska investerare till landet Albanien. Enligt initiativet, som presenterades hösten 2006, skall den albanska staten erbjuda utländska företag mark för 1 euro, vatten för 1 euro, träning av anställda för 1 euro, registrering av företag för 1 euro med mera.
Initiativet har fått kritik från Albaniens socialistparti.